# Eucurtiopsis gomyi
Eucurtiopsis gomyi är en skalbaggsart som beskrevs av Dégallier och Michael S. Caterino 2005. Eucurtiopsis gomyi ingår i släktet Eucurtiopsis och familjen stumpbaggar. Inga underarter finns listade i Catalogue of Life.